# David Zdrilic
David Zdrilic (Sídney, Australia, 13 de abril de 1974) es un exfutbolista, comentarista deportivo y entrenador de fútbol de Australia que jugaba en la posición de delantero. Actualmente es el entrenador del Perth Glory de la A-League.

## Carrera

### Club
| Periodo   | Club               | Apariciones | Goles |
| --------- | ------------------ | ----------- | ----- |
| 1993      | St George Saints   | 20          | 8     |
| 1993-1997 | Sydney United      | 114         | 39    |
| 1997-1998 | FC Aarau           | 25          | 2     |
| 1998-2000 | SSV Ulm            | 55          | 18    |
| 2000–2002 | SpVgg Unterhaching | 23          | 1     |
| 2002–2003 | Walsall FC         | 24          | 5     |
| 2003-2004 | Aberdeen FC        | 31          | 8     |
| 2004      | Eintracht Trier    | 11          | 0     |
| 2005-2008 | Sydney FC          | 59          | 5     |
| 2009-2010 | Sydney United      | 33          | 9     |

### Selección nacional
Jugó para Australia en 30 ocasiones de 1997 a 2005 y anotó 20 goles; ganó dos ediciones de la Copa de las Naciones de la OFC y participó en dos ediciones de la Copa FIFA Confederaciones.
También jugó para la selección nacional de fútbol playa en 11 ocasiones en 2013 y anotó 21 goles.
| N.º | Fecha      | Sede                                                | Rival           | Marcador | Resultado | Torneo                                               |
| --- | ---------- | --------------------------------------------------- | --------------- | -------- | --------- | ---------------------------------------------------- |
| 1   | 15-6-2000  | Olympic Park Stadium, Melbourne, Australia          | Paraguay        | 2–0      | 2–1       | Amistoso                                             |
| 2   | 19-6-2000  | Stade Pater, Papeete, Polinesia Francesa            | Islas Cook      | 5–0      | 17–0      | Copa de las Naciones de la OFC 2000                  |
| 3   | 19-6-2000  | Stade Pater, Papeete, Polinesia Francesa            | Islas Cook      | 11–0     | 17–0      | Copa de las Naciones de la OFC 2000                  |
| 4   | 15-11-2000 | Hampden Park, Glasgow, Escocia                      | Escocia         | 2–0      | 2–0       | Amistoso                                             |
| 5   | 9-4-2001   | BCU International Stadium, Coffs Harbour, Australia | Tonga           | 17–0     | 22–0      | Clasificación para la Copa Mundial de Fútbol de 2002 |
| 6   | 9-4-2001   | BCU International Stadium, Coffs Harbour, Australia | Tonga           | 22–0     | 22–0      | Clasificación para la Copa Mundial de Fútbol de 2002 |
| 7   | 11-4-2001  | BCU International Stadium, Coffs Harbour, Australia | Samoa Americana | 3–0      | 31–0      | Clasificación para la Copa Mundial de Fútbol de 2002 |
| 8   | 11-4-2001  | BCU International Stadium, Coffs Harbour, Australia | Samoa Americana | 7–0      | 31–0      | Clasificación para la Copa Mundial de Fútbol de 2002 |
| 9   | 11-4-2001  | BCU International Stadium, Coffs Harbour, Australia | Samoa Americana | 9–0      | 31–0      | Clasificación para la Copa Mundial de Fútbol de 2002 |
| 10  | 11-4-2001  | BCU International Stadium, Coffs Harbour, Australia | Samoa Americana | 13–0     | 31–0      | Clasificación para la Copa Mundial de Fútbol de 2002 |
| 11  | 11-4-2001  | BCU International Stadium, Coffs Harbour, Australia | Samoa Americana | 21–0     | 31–0      | Clasificación para la Copa Mundial de Fútbol de 2002 |
| 12  | 11-4-2001  | BCU International Stadium, Coffs Harbour, Australia | Samoa Americana | 24–0     | 31–0      | Clasificación para la Copa Mundial de Fútbol de 2002 |
| 13  | 11-4-2001  | BCU International Stadium, Coffs Harbour, Australia | Samoa Americana | 25–0     | 31–0      | Clasificación para la Copa Mundial de Fútbol de 2002 |
| 14  | 11-4-2001  | BCU International Stadium, Coffs Harbour, Australia | Samoa Americana | 31–0     | 31–0      | Clasificación para la Copa Mundial de Fútbol de 2002 |
| 15  | 16-4-2001  | BCU International Stadium, Coffs Harbour, Australia | Samoa           | 2–0      | 11–0      | Clasificación para la Copa Mundial de Fútbol de 2002 |
| 16  | 16-4-2001  | BCU International Stadium, Coffs Harbour, Australia | Samoa           | 6–0      | 11–0      | Clasificación para la Copa Mundial de Fútbol de 2002 |
| 17  | 24-6-2001  | Stadium Australia, Sídney                           | Nueva Zelanda   | 1–0      | 4–1       | Clasificación para la Copa Mundial de Fútbol de 2002 |
| 18  | 24-6-2001  | Stadium Australia, Sídney                           | Nueva Zelanda   | 4–1      | 4–1       | Clasificación para la Copa Mundial de Fútbol de 2002 |
| 19  | 31-5-2004  | Hindmarsh Stadium, Adelaida, Australia              | Tahití          | 8–0      | 9–0       | Copa de las Naciones de la OFC 2004                  |
| 20  | 29-3-2005  | Subiaco Oval, Perth, Australia                      | Indonesia       | 3–0      | 3–0       | Amistoso                                             |

### Comentarista

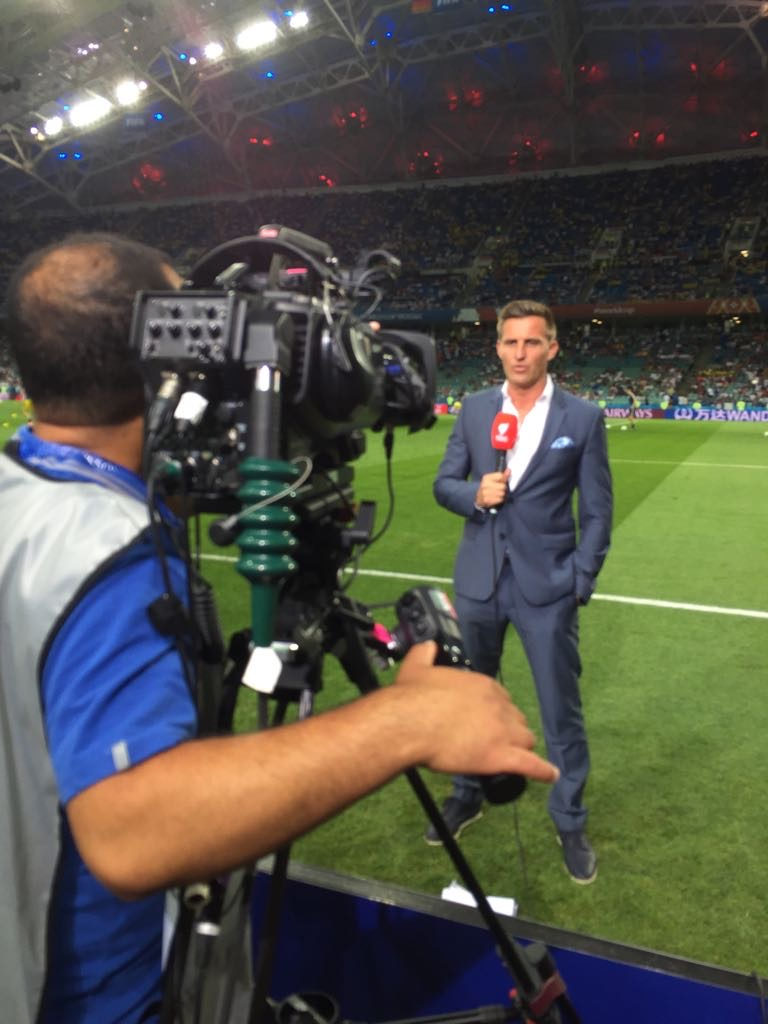
Zdrilic en 2018.

Luego de ser liberado por el Sydney FC, Zdrilic trabajó como comentarista deportivo para Fox Sports y ESPN, además de hacer reportajes especiales y columnista para el mX. También fue oficial de relaciones con jugadores para la Professional Footballers Australia.
Zdrilic también fue presentador del desaparecido programa World Football News del canal One, y fue parte del equipo de transmisión de la Copa Mundial de Fútbol de 2010 del canal SBS, donde aparecía regularmente como analista. Luego fue empleado exclusivo del canal SBS donde continuó su rol de analista, además de presentador del programa de fútbol Thursday FC.
Zdrilic luego pasó a trabajar en las transmisiones de los partidos de la UEFA Champions League, UEFA Europa League y competiciones internacionales de clubes. Fue reportero de cancha para las transmisiones del Mundial de Brasil 2014 donde ganó un Logie Awards por la mejor cobertura deportiva de un evento. También fue presentador por cuatro años de los partidos de la A-League para el canal de 2014 a 2017.
En 2018 Zdrilic volvió a trabajar para SBS en la transmisión del mundial de Rusia 2018 en los partidos en vivo como analista junto a Craig Foster y Lucy Zelic desde el estudio de la SBS en Moscú.

### Entrenador
| Periodo   | Club             |
| --------- | ---------------- |
| 2009-2010 | Maccabi Hakoah   |
| 2010-2011 | Sydney United    |
| 2016-2017 | Sydney FC sub-20 |
| 2023      | Sydney FC        |
| 2024-     | Perth Glory      |

## Logros

### Jugador
- A-League: 2005-06
- Liga de Campeones de la OFC: 2004-05
- Copa de las Naciones de la OFC: 2000,[4] 2004[5]

### Individual
- Goleador de la NSL: 1996–97 (21 goles)
- Nominación al Logie Award como el mejor comentarista deportivo: 2009